# Phrynobatrachus alleni
Espèce
Statut de conservation UICN

 LC  : Préoccupation mineure
Phrynobatrachus alleni est une espèce d'amphibiens de la famille des Phrynobatrachidae.

## Répartition
Cette espèce se rencontre dans le sud de la Côte d'Ivoire, dans le sud du Ghana, dans le Sud de la Guinée, au Liberia, au Nigeria et au Sierra Leone,.

## Description
Phrynobatrachus alleni mesure environ 30 mm. Son dos est vert olive uniforme. Son ventre est blanc ou jaune. Le bord de sa mâchoire inférieure est moucheté de brun.

## Étymologie
Cette espèce est nommée en l'honneur de Glover Morrill Allen.

## Publication originale
- Parker, 1936 : Amphibians from Liberia and the Gold Coast. Zoologische Mededelingen, vol. 19, p. 87-102 (texte intégral).